# نيك بلاكمان
نيك بلاكمان (بالإنجليزية: Nick Blackman)‏ (11 نوفمبر 1989 المملكة المتحدة - ) هو لاعب كرة قدم بريطاني، يلعب كمهاجم.

## وصلات خارجية
نيك بلاكمان على موقع قاعدة بيانات كرة القدم.إي يو (الإنجليزية)
- نيك بلاكمان على موقع ناشيونال فوتبول تيمز (الإنجليزية)
- نيك بلاكمان على موقع Soccerbase.com (لاعب) (الإنجليزية)
- نيك بلاكمان على موقع Soccerway.com (الإنجليزية)
- نيك بلاكمان على موقع عالم كرة القدم.نت (الإنجليزية)
- نيك بلاكمان على موقع AS.com (الإسبانية)